# Nintendo Land
Nintendo Land er et partyspil udviklet og udgivet af Nintendo til Wii U, som et lanceringsspil til konsollen.
Nintendo Land inkluderer tolv forskellige minispil, der hver især er baseret på et eksisterende serie af Nintendo-spil, som Super Mario og The Legend of Zelda. Minispillene er afbildet som attraktioner i en fiktiv forlystelsespark og er designet til at demonstrere konceptet Wii U og funktionerne til dens Wii U GamePad-kontroller.

## Ekstern henvisning
- Officiel hjemmeside

| computerspil | Spire Denne computerspilsrelaterede artikel er en spire som bør udbygges. Du er velkommen til at hjælpe Wikipedia ved at udvide den. |